# Skärgöl naturreservat
Skärgöl är ett naturreservat i Lessebo kommun i Kronobergs län.
Området är skyddat sedan 2013 och är 21 hektar stort. Det är beläget strax norr om Kosta samhälle och utgörs av slåtterängar och betesmarker.

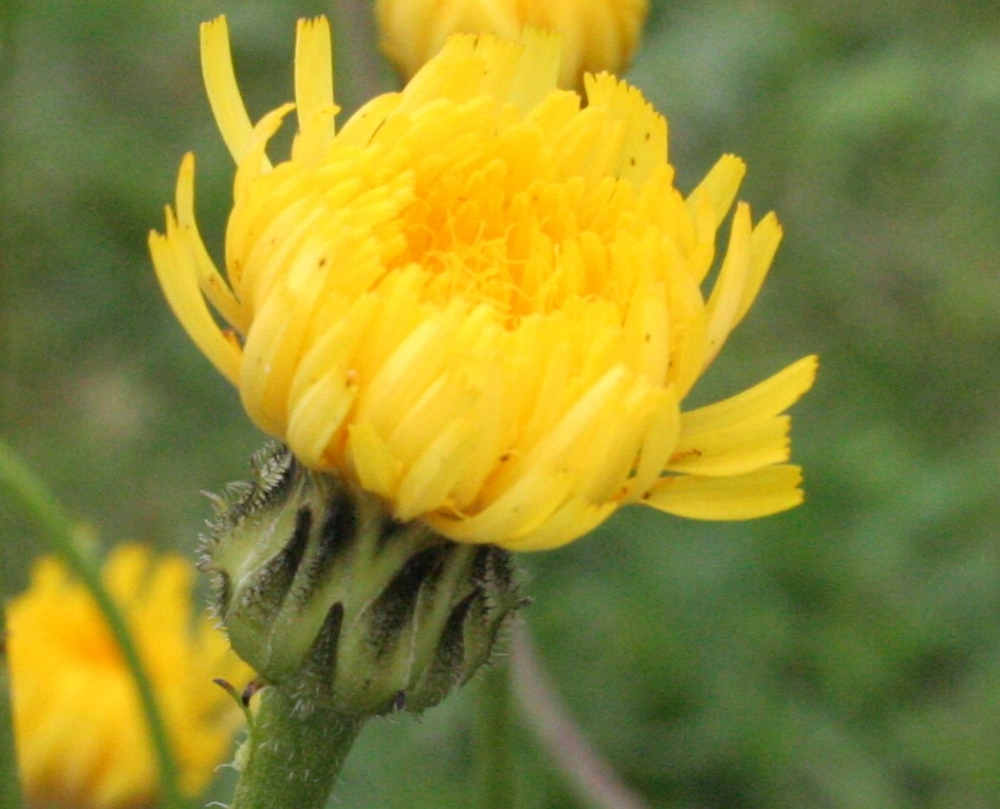
Slåtterfibbla

Vissa delar av naturreservatet hyser en artrik flora med kattfot, slåttergubbe, gökblomster, jungfru Marie nycklar, darrgräs och slåtterfibbla. Där växer även den sällsynta orkidén vityxne. I betesmarkerna växer ek och ask. De kulturhistoriska lämningarna är många i form av husgrunder, brunnar, källor, stentippar och odlingsrösen. Landsvägen som går genom området kantas av stenmurar och en allé med äldre lövträd.
Naturreservatet ingår i EU:s ekologiska nätverk, Natura 2000.